# 수오무살미 전투
수오무살미 전투(핀란드어: Suomussalmen taistelu, 러시아어: Битва при Суомуссалми)는 겨울전쟁 와중 벌어진 전투이다. 1939년 12월 7일에서 이듬해 1월 8일까지 진행되었다. 핀란드군은 압도적인 수적 우위를 지닌 소련군을 상대로 결정적 승리를 거두었으며, 겨울전쟁 북부전선에서 핀란드의 가장 중요한 승리로 여겨진다. 오늘날 핀란드에서는 수오무살미 전투가 겨울전쟁 그 자체의 상징처럼 여겨지기도 한다.

## 같이 보기
- 라테 가도 전투